# Kozia Grota
Kozia Grota (Kozi Schron, Kozia) – jaskinia, a właściwie schronisko, w Dolinie Strążyskiej w Tatrach Zachodnich. Wejście do niej znajduje się w północnym zboczu Długiego Giewontu, ponad Małą Dolinką, na wysokości 1745 m n.p.m., w niewielkiej, bocznej grzędzie. Jaskinia jest pozioma, a jej długość wynosi 7,4 metrów.

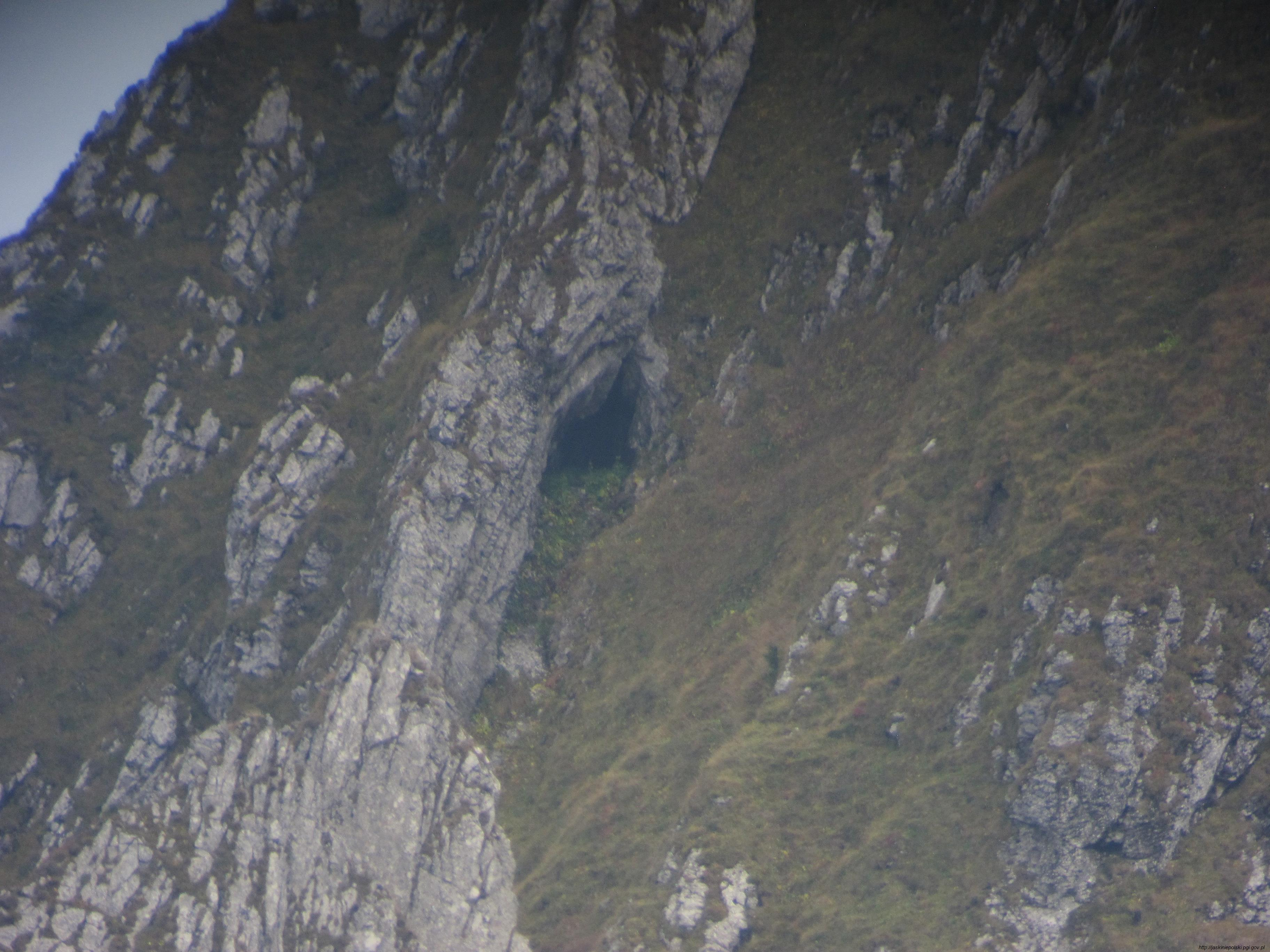
Otwór jaskini

## Opis jaskini
Jaskinię stanowi obszerny, poziomy korytarz (2 m szerokości i około 3 m wysokości) zaczynający się w dużym otworze wejściowym, pod koniec zwężający się i kończący zawaliskiem.
Jaskinia została odkryta w październiku 1913 roku przez Mariusza Zaruskiego i Konstantego Aleksandrowicza. Nazwę nadał Mariusz Zaruski od tego, że ukrywają się w niej kozice podczas szczególnie niesprzyjającej pogody.

W jaskini brak jest nacieków. Ściany są suche, rosną na nich rośliny kwiatowe, a pod koniec mchy i glony. Bywają w niej kozice.

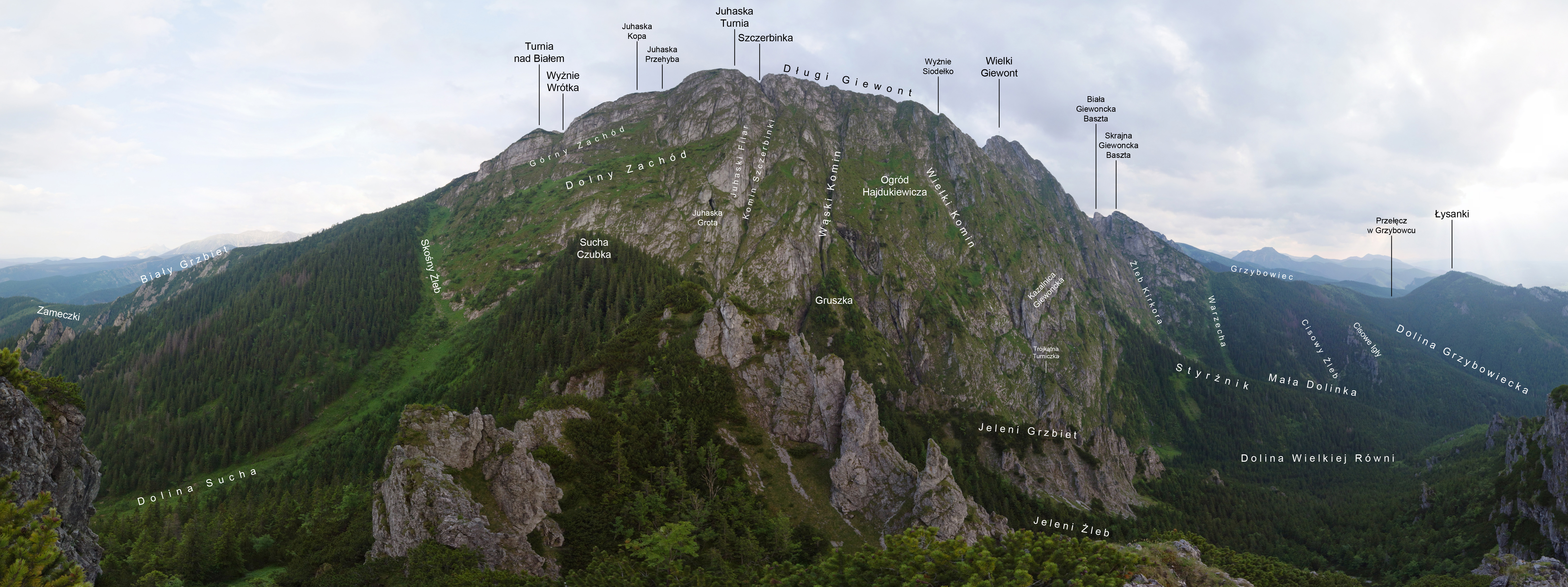
Północna ściana Długiego Giewontu